# Gary Blissett
Ne doit pas être confondu avec Luther Blissett (football).
Gary Paul Blissett, appelé couramment Gary Blissett, est un footballeur anglais, né le 29 juin 1964 à Manchester. Évoluant au poste d'attaquant, il est principalement connu pour ses saisons à Crewe Alexandra, Brentford et Wimbledon.
Il forma un duo efficace avec Marcus Gayle qu'il côtoya à Brentford et à Wimbledon. Lorsqu'il jouait pour Brentford, il était adoré par les supporteurs pour avoir fait connaître plusieurs fois publiquement qu'il détestait Fulham.
En décembre 1991, un choc très violent entre lui et John Uzzell de Torquay United laissa son adversaire avec une fracture au visage. Celui-ci porta plainte contre lui pour coups et blessures, arguant qu'il s'agissait d'une agression délibérée. Blissett fut finalement acquitté au tribunal, celui-ci ayant retenu sa défense selon laquelle il ne s'agissait que d'une collision aérienne accidentelle entre deux joueurs jouant le ballon. 
Pour sa fin de carrière, il quitta l'Angleterre pour la S. League de Singapour au Sembawang Rangers (en), puis l'Allemagne au SV Elversberg. Il y finit sa carrière et s'y reconvertit comme assistant-entraîneur puis comme entraîneur des équipes de jeunes. Il vit maintenant à Philadelphie où il officie toujours comme entraîneur d'équipes de jeunes.